# Горовой, Александр Владимирович
Александр Владимирович Горовой (род. 31 июля 1960, с. Толстихино, Уярский район, Красноярский край, РСФСР, СССР) — российский государственный деятель, юрист. Первый заместитель министра внутренних дел Российской Федерации с 11 июня 2011. Генерал-полковник полиции (2013).

## Биография
Александр Владимирович Горовой родился 31 июля 1960 года в селе Толстихине Уярского района Красноярского края в семье служащих.
В 1982 году окончил Красноярский политехнический институт по специальности «инженер-механик автомобилей и автомобильного хозяйства».
С октября 1982 года Горовой работал в органах внутренних дел МВД СССР, начав работу на должности милиционера отделения милиции города Артёмовска (Красноярский край). В 1983 году был переведён на должность госавтоинспектора в отделение ГАИ Курагинского ОВД Красноярского края. В 1987 году был назначен на должность начальника ОГАИ и продолжил службу до 1990 года. Вскоре был назначен на должность заместителя начальника по профилактике Курагинского ОВД.
В 1991 году Александр Владимирович Горовой был откомандирован на очное обучение в Академию МВД России в Москву, которую окончил с отличием в 1994 году. После окончания Академии был назначен на должность заместителя начальника ОВД Свердловского района города Красноярска — начальника милиции общественной безопасности.
В 1997 году Горовой был переведён на должность начальника УВД города Красноярска.
В декабре 2002 года Горовой был назначен на должность заместителя начальника ГУВД Красноярского края — начальника милиции общественной безопасности, а в феврале 2005 года был назначен на должность начальника ГУВД по Красноярскому краю.
Указом Президента РФ от 23 февраля 2006 года Александру Владимировичу Горовому присвоено специальное звание «генерал-майор милиции».
23 октября 2010 года был назначен на должность начальника ГУВД по Ставропольскому краю, а 29 марта 2011 года — на должность начальника ГУМВД России по Ставропольскому краю.
Указом Президента РФ от 29 марта 2011 года Александру Владимировичу Горовому присвоено специальное звание «генерал-лейтенант полиции».
11 июня 2011 года указом президента России Дмитрия Медведева генерал-лейтенант полиции Александр Горовой был назначен на должность первого заместителя министра внутренних дел РФ. С апреля 2016 года курирует вопросы миграции.
Указом Президента РФ от 12 июня 2013 года Александру Владимировичу Горовому присвоено специальное звание «генерал-полковник полиции».
Горовой неоднократно выезжал в служебные командировки на территорию Северо-Кавказского региона для выполнения особых заданий.

## Награды
Александр Владимирович Горовой имеет более 80 поощрений, в том числе:
- Орден «За заслуги перед Отечеством» II степени (2014)[2]
- Орден «За заслуги перед Отечеством» III степени[3]
- Орден «За заслуги перед Отечеством» IV степени[3]
- Орден Александра Невского (2018)[4]
- Медаль ордена «За заслуги перед Отечеством» I степени (2010)
- Медаль ордена «За заслуги перед Отечеством» II степени (2002)
- Знак «Почётный сотрудник МВД»
- Нагрудный знак «За отличную службу в МВД» I степени
- Медаль «За безупречную службу» III степени
- Медаль «За отличие в службе» I степени
- Медаль «За доблесть в службе»
- Медаль «За заслуги в управленческой деятельности»
- Именное оружие — пистолет Макарова

Также Горовой занесён на доску почёта МВД России.

## Семья
Жена Галина Михайловна, есть дочь.